# Megachile wheeleri
Megachile wheeleri là một loài Hymenoptera trong họ Megachilidae. Loài này được Mitchell mô tả khoa học năm 1927.

## Hình ảnh

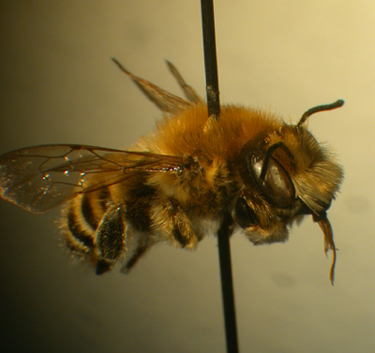